# Ruta Interbalnearia

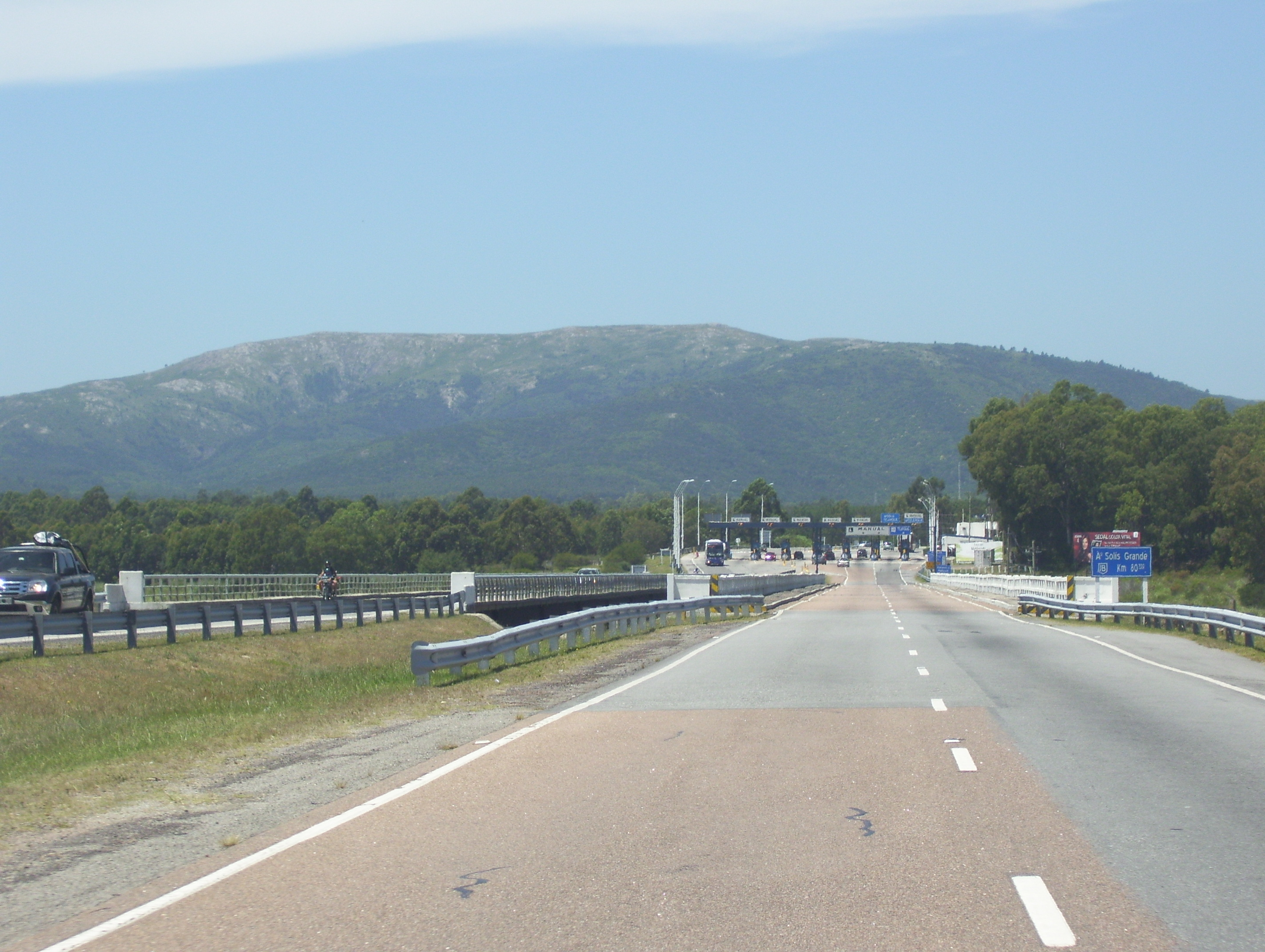
Ruta IB w pobliżu przejazdu w Solis

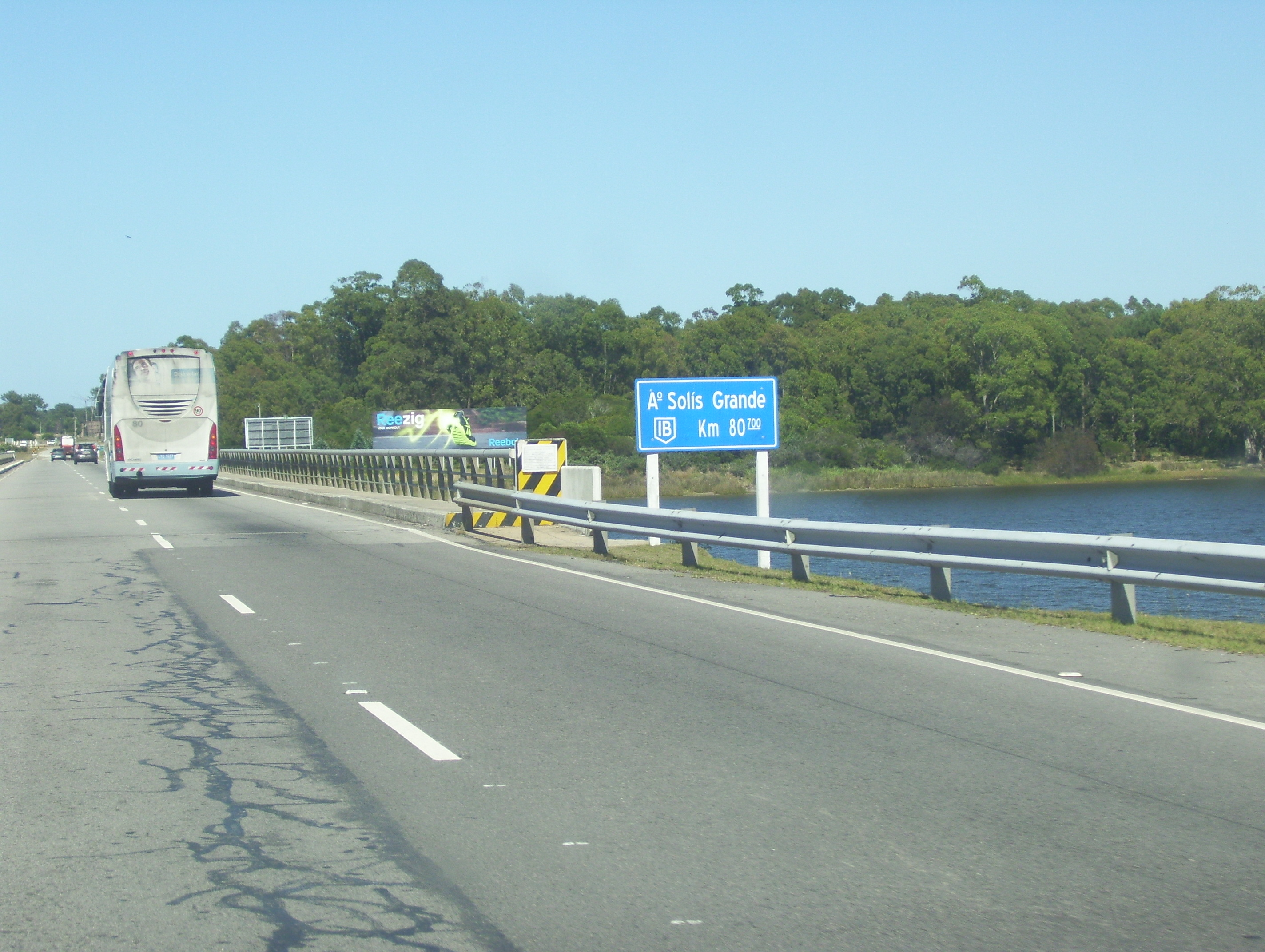
Ruta IB nad rzeką Arroyo Solis Grande.

Ruta Interbalnearia (dosł.: Trasa międzykurortowa) lub Ruta General Líber Seregni (w skrócie: Ruta IB) – droga krajowa w Urugwaju. Jej patronem od 19 czerwca 2011 jest urugwajski polityk i wojskowy Líber Seregni'. 
Posiada długość około 120 km i łączy ze sobą Montevideo, stolicę kraju, z nadmorskimi kurortami w środkowej części wybrzeża kraju, kończąc się w Punta del Este.

## Kierunki, skrzyżowania
Ruta Interbalnearia przebiega przez dwa departamenty i obok dwóch portów lotniczych, krzyżując się z wieloma innymi drogami:

### Departament Montevideo
- km 0 -Plaza de Cagancha, Montevideo (początek)[5]

### Departament Canelones
- km 21 -Wzdłuż Ruta 101, na północ: Ruta 102 (do Ruta 8), na południe:  Port lotniczy Montevideo-Carrasco
- km 21-33 - Ciudad de la Costa
- km 33 - Avenida Giannattasio (na zachód do Ciudad de la Costa i Montevideo)
- km 34 - Ruta 34 (na północ do Ruta 8, Empalme Olmos, na południe do Remanso de Neptunia
- km 36 - Avenida de los Pinos (na północ i południe do: Neptunia)
- km 36.5 - Pinamar-Pinepark
- km 38.5 - Ruta 87 (na północ do Salinas i Ruta 34) i Avenida Julieta (na południe do Salinas
- km 39.5 - Marindia
- km 41.5 - Fortín de Santa Rosa
- km 44 - Villa Argentina
- km 45: - Węzeł w Atlántidzie: Ruta 11 (na północ do Estación Atlántida) i ulica Artigas (na południe do miasta)
- km 47 - Las Toscas
- km 50.5 - Parque del Plata
- km 51 - most nad Arroyo Solís Chico
- km 54 - Ruta 35 (na północ do Estación La Floresta i Soca) i Avenida Artigas (na południe do La Floresta)
- km 56 - zjazd na południe do Costa Azul
- km 57 - zjazd na południe do Bello Horizonte
- km 58 - zjazd na południe do Guazubirá Nuevo
- km 60 - zjazd na południe do Guazubirá
- km 62 - San Luis
- km 64 - Los Titanes
- km 65 - La Tuna
- km 66 - Araminda
- km 67.5 - Santa Lucía del Este
- km 71 - zjazd na południe do Biarritz
- km 72 - Ruta 70 (na północ do Ruta 9 oraz Avenida Artigas (na południe do Cuchilla Alta)
- km 73 - Santa Ana
- km 76 - Balneario Argentino
- km 79 - Jaureguiberry
- km 80.5 - most nad Arroyo Solís Grande

### Departament Maldonado
- km 81 - przejazd Solís
- km 83 - Ruta 10 (na południowy zachód do Balneario Solís i Ruta 10); Złączenie z Ruta 9

Razem z Ruta 9:
- km 97 - Ruta 71 do Estación Las Flores, Las Flores i Ruta 73
- km 104 - Rozjazd z Ruta 9 (do: Pan de Azúcar)

Razem z Ruta 93
- km 105 - Ruta 37 (na północ do Ruta 9, na południe do Piriápolis)
- km 110 - ulica Camino de los Arrayanes do: Piriápolis
- km 121 -  Port Lotniczy Laguna del Sauce
- km 127 - złączenie z Ruta 10, skrzyżowanie z Ruta 12 (na północ do Ruta 9, na południe do Solanas)

Razem z Ruta 10
- km 128 - Ruta 38 (ulica Lussich): na północ do Maldonado, na południowy zachód do Portezuelo
- km 129 - ulica Camino de la Ballena w Punta Ballena
- km 133 - Punta del Este: Laguna del Diario, dalej jako Rambla Claudio William